# Akentra inoptata
Akentra inoptata es una especie de coleóptero de la familia Scraptiidae.

## Distribución geográfica
Habita en  Natal en (Sudáfrica).